# Бончук Роман
Роман Бончук (нар. 11 листопада 1980, Івано-Франківськ, УРСР) — український художник та дизайнер, автор проекту першого в Україні Музею «Небесної Сотні», у Івано-Франківську. Є автором найбільшої в Україні картини — «Хроніка України».

## Життєпис
Роман Бончук народився 11 листопада 1980, в Івано-Франківськ, у родині інженерів, мати — азербайджанка. Навчався у СШ №1 міста Івано-Франківська, яку закінчив 1997 року із золотою медаллю. Одночасно займався у дитячій художній студії, у 1996 році — закінчив, та персонально вчився живопису у Володимира Чернявського.
У 1998 році вступив на факультет містобудування Львівського політехнічного університету.
Отримав запрошення на навчання до Гарвардського університету в 1999 році. Підставою для стипендії стала опублікована 1998 року збірка оповідань «48 кімнат маєтку» й акварельні та графічні роботи з однойменної виставки. У Гарварді навчався на історико-літературному відділі, прослухав курс історії української літератури XX століття. Був задіяний у театральній групі Володимира Діброви, мав роль у п'єсі Діброви «Рукавичка».
Повернувшись з США, перевівся у 2000 році до Прикарпатського національного університету. Закінчив його за спеціальністю дизайнера інтер'єрів. Одночасно впродовж усіх років активно працював у дизайні та живописі. Професійно займається дизайном та живописом.

## Доробок
Автор близько 20-ти персональних виставок в Івано-Франківську, Києві («Мистецький Арсенал», галерея «Ра», Посольство Франції, Національна Спілка Художників та ін.); а також за кордоном: у Німеччині, Польщі, Великій Британії, бібліотеці Гарвардського університету.
Виставки
- «Венеція» (2001),
- «Місцезнаходження Земля» (2003),
- «Портал в чотирьох кімнатах»;
- «Уляка» (2008;
- «Веснянка» (2008).

Картини
- «Вірю в Україну» (2005),
- «Біомеханотроніка» (2007),
- «Вручення Нобелівської премії Вікторові Ющенку»,
- «Палітра Станиславова»,
- «Голод»,
- «Хроніки України».

Картини «Хроніки України» — є найбільшою картиною України. На 150 квадратних метрах (5х30) митець відтворив цілі епохи та змалював багатьох визначних українців.